# Хван Те Хон
Хван Те Хон (кор. 황대헌) — південнокорейський ковзаняр, спеціаліст з бігу на короткій доріжці, олімпійський чемпіон та медаліст, дворазовий чемпіон світу, призер чемпіонатів світу. 
Срібну олімпійську медаль  Хван виборов на Пхьончханській олімпіаді 2018 року на дистанції 500 м.

## Олімпійські ігри
| Рік  | Місто                     | 500 метрів | 1000 метрів | 1500 метрів | Е | ЗЕ  |
| ---- | ------------------------- | ---------- | ----------- | ----------- | - | --- |
| 2018 | Пхьончхан, Південна Корея | 2          | 17          | 14          | 4 | Н/Д |
| 2022 | Пекін, Китай              | 10         | 8           | 1           | 2 | 9   |

## Зовнішні посилання
- Досьє на сайті Міжнародного союзу ковзанярів [Архівовано 8 жовтня 2017 у Wayback Machine.]

## Виноски
1. 1 2 3  https://www.shorttrack.swisstiming.com/Entries.aspx?evt=11213100000124
2. 1 2  Olympedia — 2006.
3. ↑  https://isu.org/docman-documents-links/isu-files/event-documents/short-track-2/2023-24-4/world-cups-26/announcements-156/32192-isu-world-cup-short-track-speed-skating-montreal-18-10-2023-entries/file
4. ↑  Men's 500 metres results. Архів оригіналу за 16 грудня 2019. Процитовано 30 квітня 2018. [Архівовано 2019-12-16 у Wayback Machine.]